# Louis Diat
Pour les articles homonymes, voir Diat.
Louis Felix Diat (1885-1957) est un chef et écrivain culinaire franco-américain. On prétend souvent qu'il a créé la soupe vichyssoise, bien que cela soit contesté.

## Biographie

### Enfance
Louis Diat naît en 1885 dans le Bourbonnais où son père dirige un magasin de chaussures. Pendant l'été, lorsque Louis Diat et ses frères et sœurs veulent goûter, sa mère Annette verse souvent du lait dans les restes de soupe aux pommes de terre et aux poireaux (potage bonne femme).
À cinq ans, Louis Diat apprend à cuisiner. À huit ans, il se réveille tôt avant l'école pour cuisiner de la soupe. Sa mère lui apprend les tartes, tandis que sa grand-mère lui montre comment faire griller du poulet sur du charbon de bois. À 13 ans, il décide de devenir chef, et à 14 ans, il entre en apprentissage dans une pâtisserie de Moulins.

### Métier culinaire
À 18 ans, il passe des périodes de service à l'hôtel Le Bristol Paris et à L'Hôtel Du Rhin à Paris. Louis Diat est nommé chef potager en 1903 à l'Hôtel Ritz Paris. En 1906, à 21 ans, il est transféré au Ritz Hotel London, où il occupe le même poste et aide également le principal fabricant de sauce. Dans les deux cas, il est formé par le fondateur César Ritz.
Le 8 octobre 1910, à l'âge de 25 ans, il émigre à New York, devenant le 23 octobre 1910 le chef du Carlton House et environ 7 semaines plus tard le chef du nouveau Ritz-Carlton à Manhattan. La première semaine de novembre, Louis Diat demande à devenir citoyen américain. Il sert comme chef de cuisine au restaurant du Ritz-Carlton. Auguste Escoffier supervise l'inauguration du restaurant il invente une nouvelle recette chaque été pour le climat étouffant.
Pendant ses 41 ans, au Ritz-Carlton, il a cuisiné pour le roi Édouard VIII en tant que prince de Galles ; pour des reines, des premiers ministres et des ambassadeurs ; et à une occasion, pour la Confrérie des chevaliers du Tastevin. Il « travaillait quatorze heures par jour, six jours par semaine, et passait sept ou huit heures à l'hôtel le dimanche, son jour de congé ». Selon Lawrence, il supervisait 150 chefs. Il interdit l'utilisation de substituts dans les aliments et rejette la proposition d'une version en conserve de la vichyssoise.
Louis Diat arrive généralement à son bureau vers 8h15 et passe un peu plus d'une heure à commander des marchandises. Le reste de la matinée, il supervise et conseille son personnel de cuisine et confirme les menus. L'après-midi, il écrit dans son bureau.
Il donne des cours de cuisine. Certains de ses étudiants sont devenus chefs dans d'autres hôtels à New York, Washington, DC et au Colorado. Louis Diat reçoit la visite du président de la Campbell Soup Company, Arthur Dorance, qui a séjourné au Ritz pendant six mois pour apprendre les techniques de préparation de la soupe de Diat. En 1938, il reçoit la distinction de Chevalier du Mérite Agricole « pour avoir tant fait pour apporter un élément important de culture et de civilisation aux États-Unis ». En 1947, il devient le chef cuisinier du Gourmet,. Il est listé parmi les chefs avec des salaires annuels de 10 000 $ à 25 000 $.

### Dernières années
Le 2 mai 1951, le Ritz-Carlton ferme pour démolition. Louis Diat prépare un « déjeuner d'adieu » pour le personnel de cuisine. Il prend sa retraite, retournant à sa maison à Hartsdale, où il passe le reste de sa vie à écrire des livres de cuisine. Le 29 août 1957, il meurt à l'hôpital de New York à l'âge de 72 ans.

## Invention de la vichyssoise
En 1917 cherchant à « inventer une nouvelle et surprenante soupe froide » pour le menu du Ritz-Carlton, il se souvient de la soupe de sa mère Ses expérimentations aboutissent rapidement à une combinaison de « poireaux, oignons, pommes de terre, beurre, lait, crème et autres assaisonnements ». Il la nomme « crème vichyssoise glacée » d'après Vichy, une ville thermale près de sa ville natale en France, célèbre à la fois pour sa nourriture et ses sources, Le nouvel élément a connu un « succès instantané, ». Charles M. Schwab fut le premier à goûter la vichyssoise et en a redemandé.
La Vichyssoise est servie le reste de l'été et les étés suivants. Pendant les saisons plus froides, elle n'est pas incluse dans le menu, mais face à la demande, en 1923, Louis Diat la rajoute au menu de façon permanente. Il indique que Sara Roosevelt a eu de la vichysoisse et « l'a appelé une fois à cinq heures de l'après-midi et lui a demandé d'envoyer huit portions chez elle ».

## Vie privée
Louis Diat et sa femme Suzanne ont un enfant, une fille, Suzette. Entre 1916 et 1929, la famille vit à New Rochelle. Entre 1929 et janvier 1950, ils vivent dans un petit appartement sur Central Park West à Manhattan. Par la suite, Il et sa femme vivent à Hartsdale, dans le comté de Westchester, NY.
Suzette Diat épouse George J. Lawrence, avec qui elle a deux enfants. Dans une interview, Suzette Diat Lawrence décrit son père comme « un homme doux, humble, simple dans ses goûts. ll aimait la bonne cuisine. Ça n'avait pas besoin d'être sophistiqué tant que c'était bien préparé sans trop d'assaisonnement et pas trop lourd". Elle considérait son père comme un instructeur patient : « Il répondait à toute question concernant la cuisine. Il n'avait aucun secret." De plus, Louis Diat « a enseigné à sa famille l'art d'utiliser les restes » pour créer de nouveaux plats.
Les deux frères de Louis Diat se sont également distingués dans le domaine culinaire. Jules Diat était enseignant. Son fils (le neveu de Louis) était chef saucier à l'Exposition universelle de New York en 1939. Participant à la Résistance française pendant la Seconde Guerre mondiale, il est tué par les Allemands. Lucien Diat, plus jeune que Louis de dix-sept ans, était le célèbre chef exécutif de l'hôtel Plaza Athénée à Paris, et aussi le professeur de Jacques Pépin.

## Écrivain
En plus d'écrire des articles pour le magazine Gourmet,, Louis Diat est également l'auteur de quelques livres de cuisine. Il a collaboré avec Helen E. Ridley, une économiste domestique et administratrice de la J. Walter Thompson Company. Elle dira à son propos : « Louis a toujours pensé que les États-Unis disposaient d'une magnifique offre d'aliments vraiment raffinés, qu'il n'y avait aucun endroit en Europe qui pouvait rivaliser avec la variété et la qualité des ingrédients disponibles ».
Cooking à la Ritz comprend la recette de la vichyssoise de Diat, ainsi que d'autres plats qu'il crée pendant son séjour au Ritz-Carlton.
Dans le French Cookbook for Americans de Louis Diat, il compare la cuisine aux États-Unis avec la cuisine en France. Pour lui, la clé de la cuisine est l'envie. « [Les Américains] pourraient le faire aussi bien que les Français, mais il faut s'y intéresser. En France, des filles de 11 ans sont déjà capables de préparer des repas en regardant et en aidant leur mère. C'est l'entraînement précoce qui permet ça ». Louis Diat a ensuite discuté de la viande, des sauces, du poisson et des salades. Enfin, il a ajouté que « la bonne cuisine est la base d'une vie heureuse [...] les hommes aiment bien manger [...] alors si vous voulez garder votre mari à la maison, apprenez à être une bonne cuisinière ». La plupart des recettes de ce livre sont dérivées de repas cuisinés par sa mère.
Louis Diat suggère que les femmes américaines ne peuvent pas cuisiner car elles « gâchent souvent la bonne nourriture en essayant d'économiser » de l'argent ou du temps. En réponse à ce dilemme, Il écrit un livre intitulé La Cuisine de Ma Mère pour divulguer tous ses « secrets de cuisine ». Il suggère qu'ils « abordent leur cuisine avec imagination, intérêt et souci des effets artistiques » Attribuant sa finesse culinaire à sa mère, Il lui dédie le livre, « Annette Alajoinine Diat, qui a guidé les premières années, a inspiré les dernières et dont la mémoire est toujours un aiguillon ».
Dans Sauces: French and Famous (1951), Louis Diat explique comment faire les sauces béchamel, sauce brune, sauce tomate et mayonnaise. Il inclut également une narration de ses habitudes alimentaires. Il écrit également French Cooking for the Home (1956) et Gourmet's Basic French Cookbook (1961).

## Crédits
- (en) Cet article est partiellement ou en totalité issu de l’article de Wikipédia en anglais intitulé « Louis Diat » (voir la liste des auteurs).